# La Préférée
La Préférée (A Sucessora) est un feuilleton télévisé brésilien en 125 épisodes de 50 minutes, écrit par Manoel Carlos d'après le roman éponyme de Carolina Nabuco (pt), et diffusé entre le 9 octobre 1978 et le 3 mars 1979 sur le réseau Globo.
En France, le feuilleton a été remonté en 90 épisodes de 24 minutes et diffusé du 2 mars au 7 juillet 1987 sur M6 et rediffusé du 4 septembre 1989 au 5 janvier 1990, toujours sur M6.

## Synopsis
À la Saint Jean 1925, une jeune Brésilienne, Marina, fait la connaissance d'un riche homme d'affaires de Rio de Janeiro, Roberto Steen. Celui-ci va tomber sous le charme de la jeune femme et demander sa main à sa mère, dona Emília. Après le mariage et le voyage de noces, la jeune Marina, devenue la nouvelle madame Steen, va faire son entrée dans la haute société de Rio. Elle va vite devoir subir les sarcasmes de la sœur et des amis de son mari, qui ne cessent de la comparer à la précédente épouse de Roberto, la défunte Alice Steen. Mais surtout, Marina va devoir affronter la gouvernante, Juliana, qui vouait une admiration sans limite à la première madame Steen.

## Distribution
- Susana Vieira (VF : Martine Irzenski) : Marina Steen
- Rubens de Falco (VF : Gérard Dessalles) : Roberto Steen
- Nathália Timberg (VF : Monique Morisi) : Juliana (gouvernante des Steen)
- Paulo Figueiredo (pt) (VF : Georges Poujouly) : Miguel (cousin de Marina et frère d'Adélia)
- Liza Vieira (pt) (VF : Virginie Ledieu) : Adélia (cousine de Marina et sœur de Miguel)
- Arlete Salles (pt) (VF : Perrette Pradier) : Germana Steen (sœur de Roberto)
- Paulo Pinheiro (pt) (VF : Jean-Claude Robbe) : Antônio (majordome des Steen)
- Kadu Moliterno (pt) : Vasco (mari de Germana)
- Beatriz Veiga (VF : Hélène Vallier : dona Emília (mère de Marina)
- Miriam Pires (pt) (VF : Monique Melinand) : dona Guilhermina (logeuse de Miguel à Rio de Janeiro)
- Tetê Pritzl (pt) (VF : Michèle Lituac) : Luísa (nièce de dona Guilhermina)
- Mário Cardoso (pt) (VF : Bertrand Liebert) : Pedro Monte (ami des Steen)
- Sônia de Paula (pt) (VF : Françoise Dasque) : Isabel (femme de chambre de Marina)
- Munira Haddad (VF : Maria Tamar) : Ondina (domestique des Steen)
- Célia Biar (pt) (VF : Paule Emanuele) : Filomena Steen (cousine de Roberto)
- Carmen Monegal (pt) (VF : Danièle Hazan) : Vanice (amie des Steen)
- Francisco Dantas : Dr Moretti (médecin des Steen)
- Jorge Cherques (VF : Claude Nicot) : M. Lopes (ami de dona Emília)

## Commentaires
L'intrigue peut faire penser à celle du roman Rebecca de Daphne du Maurier (1907-1989). Il faut savoir cependant que le roman Rebecca est paru en 1938, tandis que le roman A Sucessora de Carolina Nabuco (1890-1981) est paru quant à lui en 1934.